# Penelope Coelen
Penelope Anne Coelen (Durban, 15 de abril de 1940) es una exmodelo y reina de belleza sudafricana que ganó Miss Mundo en 1958. Fue la primera gran campeona internacional procedente de África.

## Primeros años de vida
Penélope Anne Coelen nació en Durban, donde asistió a la escuela secundaria para niñas de la ciudad.

## Carrera
En el certamen de Miss Mundo de 1958, un total de 22 concursantes de Europa, América, Asia y África compitieron en la final. Las europeas dominaron las semifinales, pero Coelen, una secretaria de 18 años que tocaba el piano en la competencia de talentos, ganó el concurso.
Obtuvo una amplia atención internacional durante su reinado y recibió varias ofertas lucrativas de modelaje. La diseñadora sudafricana de sus vestidos, Bertha Pfister, también ganó más atención.
Después de su reinado como Miss Mundo 1958, probó suerte en Hollywood con la ayuda de James Garner, pero falló su prueba de pantalla. Más tarde hizo un negocio  con su propia línea de ropa y promocionó productos de belleza, particularmente perfumes. Apareció como concursante en el programa de televisión To Tell the Truth el 25 de noviembre de 1958. Celebró la victoria de Miss Mundo 2014 de Rolene Strauss de Sudáfrica y dio apariciones públicas con la mujer más joven.

## Vida personal
Coelen regresó a Sudáfrica y se casó con el rico agricultor de caña de azúcar Michel "Micky" Rey de la provincia de Natal. Criaron cinco hijos. Dirigió una casa de huéspedes, trabajó como consultora de belleza y dio conferencias. Su hijo Nicholas Rey murió en 2016, doce años después de que resultara gravemente herido en un accidente de polo. El Fideicomiso de la Fundación Nicholas Rey, fundado en 2007, lleva su nombre en su memoria. Su esposo Micky Rey murió en 2019.